# Леньяго
Леньяго (итал. Legnago) — коммуна в Италии, располагается в провинции Верона области Венеция.
Население составляет 25 181 человек (на 2004 г.), плотность населения составляет 307 чел./км². Занимает площадь 79,66 км². Почтовый индекс — 37045. Телефонный код — 0442.
Покровителем коммуны почитается Мартин Турский. Праздник ежегодно празднуется 11 ноября.

## Известные жители
В Леньяго родились:
- Антонио Сальери, композитор
- Джованни Баттиста Кавальказелле, искусствовед